# Maison Fleury
La maison Fleury est un pavillon du Musée Laurier de Victoriaville au Québec. Elle est située 18 rue Laurier Ouest dans le secteur historique d’Arthabaska et a été constituée site du patrimoine par la municipalité le 7 décembre 2009.

## Histoire
Avant 1855, l’emplacement est vacant et fait partie d’une plus grande propriété. Le 30 juin 1858, le marchand Louis Triganne, acquiert de son frère Pierre Onésime Triganne l’emplacement de 90 pieds français de largeur par 110 pieds français de profondeur qui est aujourd’hui connu comme faisant partie du 18-20 de la rue Laurier Ouest. L’emplacement est vendu avec une maison et une petite étable.  
De 1870 à 1874, les bâtiments et le terrain sont la propriété de Louis-Ovide Pépin qui y exploite un magasin.  À partir de 1874  jusqu’à 1911 un magasin-boulangerie est opéré les familles Pépin qui en sont aussi propriétaire.  Entre 1911 à 1917, l’emplacement  des lieux change de main pour devenir la propriété d’un médecin chirurgien de Montréal. Enfin, les familles Fleury deviennent les nouveaux propriétaires en 1917 et conservent la propriété jusqu’en 1989. 
Acquise de la succession de Richard et Rose Fleury en 1989 par la Société du Musée Laurier, la Maison Fleury, un bâtiment datant de 1855, a été complètement restaurée en 2003.
Servant de musée pour les jeunes, la Maison Fleury permet,  la tenue d'expositions spécifiques à ce groupe d'âge. Pendant la saison froide, la Maison Fleury sert de lieu d'animation qui permet, entre autres, à des jeunes de bénéficier d'ateliers donnés par des personnes compétentes.